# Ян, Бого
Богомир «Бого» Ян (сербохорв. Богомир "Бого" Јан, словен. Bogomir "Bogo" Jan; 20 февраля 1944, Есенице — 10 марта 2018, Радовлица) — югославский хоккеист; выступал в начале карьеры на позиции защитника, став затем нападающим. Младший брат хоккеистов Иво Яна и Милана Яна. Член Словенского хоккейного зала славы.

## Биография
Всю свою карьеру провёл в составе клуба «Акрони Есенице» в Югославской первой хоккейной лиге. За сборную Югославии выступал на 15 чемпионатах мира и на трёх Олимпиадах 1964, 1968 и 1972 годов. Сыграл 159 матчей, набрал 79 очков (41 гол, 38 передач). В 1968 году забросил единственную шайбу своей сборной в матче против Канады, в котором югославы потерпели поражение 1:11. После завершения игровой карьеры работал водопроводчиком. Проживал в деревне Смокуч.